# Belhamideche Belkacem
Belhamideche Belkacem , né le 5 février 1961 à Mostaganem, est un journaliste algérien, fondateur et directeur du journal en langue française Réflexion.
Réflexion est un quotidien national algérien d'information créé le 26 juillet 2008. Il est le premier quotidien du Dahra, ayant établi son  siège étant à Mostaganem.
Le 8 mai 2010, B. Belkacem est condamné à six mois de prison pour diffamation envers le président de l’assemblée populaire communale de  Aïn Boudinar, à la suite d'un article paru en 2009 où il reprenait les propos d'un entrepreneur accusant le maire de corruption,. . Alger républicain publie alors une lettre ouverte de Missoum Boumediène  membre fondateur de la ligue de Soutien en Allemagne pour la Liberté de la Presse en Algérie au Président de la République pour demander la levée de cette condamnation. Le 12 mai 2022, B. Belkacem est alors condamné à dix-huit mois de prison ferme. Il est incarcéré en juin 2022 à la suite d'une plainte pour diffamation déposée par l'ancien chef de la sûreté de la wilaya de Mostaganem, ceci sans avoir comparu devant un juge, et sans avoir été convoqué à un procès, selon le site d'information ALgérie Part. Après sa condamnation, le Groupe de travail sur la liberté d’expression en Afrique du nord relayé par la Ligue algérienne pour la défense des droits de l'homme et Amnesty international proteste contre son emprisonnement, il est ainsi cité par Human Rights Watch dans son rapport annuel.
En septembre 2022 il est condamné à deux ans de prison ferme, à la suite d’une plainte pour diffamation déposée par un influent homme d'affaires basé à Mostaganem, l'ami du Premier ministre Sellal à la suite d'une publication qui dénonce les spéculations du foncier, blanchiment d'argent et richissime du dit industriel .Il est gracié par le Président algérien Abdelmadjid Tebboune à l'occasion du soixante et unième anniversaire de l'indépendance le 5 juillet 2023.